# 라디오매거진 오늘 1부 황수동
라디오매거진 오늘 1부 황수동은 CJB Joy FM에서 아나운서 황수동이 진행하는 충청북도 지역 대상의 프로그램이다.
| CJB JOY FM                    |                                                                                       |                                                                                       |
| 이전                          | 라디오매거진 오늘 1부 황수동 (월요일 ~ 금요일) 이황재의 음악이 좋다 (토요일 ~ 일요일) | 다음                                                                                  |
| 아름다운 이 아침 김창완입니다 | 라디오매거진 오늘 1부 황수동 (월요일 ~ 금요일) 이황재의 음악이 좋다 (토요일 ~ 일요일) | 라디오매거진 오늘 2부 윤양택 (월요일 ~ 금요일) 이황재의 음악이 좋다 (토요일 ~ 일요일) |
| 오전 9시 ~ 오전 11시          | 오전 11시 ~ 오전 11시 30분                                                            | 오전 11시 30분 ~ 낮 12시                                                              |
|                               |                                                                                       |                                                                                       |